# A.S.D. Torrecuso Calcio
ASD Torrecuso Calcio là một câu lạc bộ bóng đá Ý có trụ sở tại Torrecuso, Campania.

## Lịch sử

### Thành lập
Câu lạc bộ được thành lập vào năm 1962.

### Serie D
Trong mùa giải 2012-13 đội đã được thăng hạng lần đầu tiên, từ Eccellenza Campania / B đến Serie D.

## Màu sắc và huy hiệu
Màu sắc của đội là đỏ và xanh.